# گیلرمو دی کاسیو آلوز
گیلرمو دی کاسیو آلوز (به پرتغالی: Guilherme de Cássio Alves) مهاجم اهل برزیل است که در شهر ماریلیا و در تاریخ ۸ مهٔ ۱۹۷۴ به دنیا آمده‌است.
گیلرمو دی کاسیو آلوز در تیم‌های فوتبال Marília سابقهٔ حضور دارد.